# Lednové kalendy

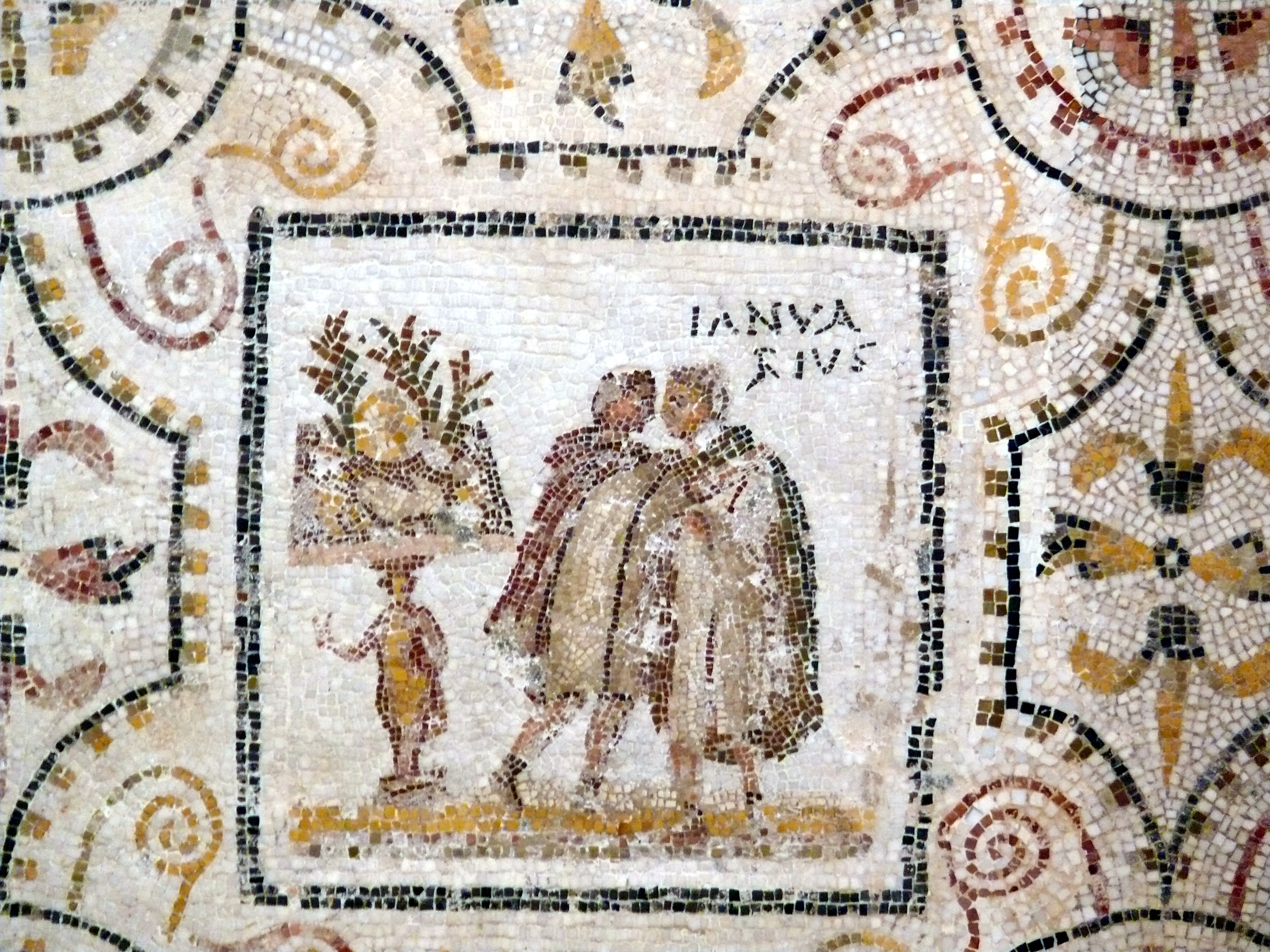
Leden na mozaikovém kalendáři z Thysdru v dnešním Tunisku, nejspíše vyobrazení předávání darů během pochůzky, polovina 3. století

Lednové kalendy byly ve starověkém Římě svátky počátku nového konzulárního roku spadajícího na 1. ledna, spojenými s oficiálními i soukromými oslavami, trvající až do 3. ledna. Veřejné obřady zahrnovaly průvod nových konzulů na Kapitol, kde byly složeny přísahy a provedeny oběti, a věštby augurů, soukromé předávání darů zvaných strenae, hodování a tanec. Během kalend se v pozdní antice také konaly různé hry, především závody v cirku, spojené s dalším rozdáváním darů a honosnými průvody. Lednovými kalendy byly součástí svátečního období zimního slunovratu a přecházeli jim saturnálie slavené mezi 17. a 19. prosincem, a compitalie. Během pozdní antiky svou popularitou pak saturnálie zastínily, později bylo jejich slavení často kritizováno křesťanskými autory.
Kalendy zůstaly oblíbenou slavností i v době křesťanské a až v tomto období se nejspíše objevily dva jejich typické prvky: obchůzky po domech a maskování se, které v lidové kultuře přežily prakticky až do 21. století. První z nich může být zdrojem různých podob koledování, druhý pak masopustních průvodů s volbou krále bláznů.

## Lidový svátek křesťanské doby
Přes svůj původ v předkřesťanské době pochází většina zpráv o lednových kalendách, především o jejich lidových oslavách až z doby po roce 313, kdy počalo být tradiční náboženství v říši marginalizováno. Rétor Libanios (cca 314-392/393), jeden z posledních klasických pohanů, napsal o kalendách dva eseje. V těch uvádí, že byly slaveny hodováním, písněmi, tancem, žerty a výměnou darů a že se jednalo o jediný svátek společný všem obyvatelům říše. V poslední večer roku si domácnosti vyměňovaly pokrmy k hostinám a jen málokdo šel spát, další den, tedy 1. ledna, se zdobily dveře vavřínovými listy a vyměňovaly další dary. 2. ledna lidé zůstávali doma v uvolněné atmosféře, páni se v tento den chovali k otrokům laskavě. 3. ledna se pak konaly závody v cirku.
Přestože starší náboženské prvky těchto svátků, jako oběti a veřejné rituály, byly v této době na ústupu byly kalendy i tak kritizovány křesťanskými autory jako pohanské. Augustin z Hippa (354 – 430) psal o hluku hloupých a hanebných písní, ostudných tancích a o hodování, které oslavy doprovázely. Tyto obyčeje, stejně jako výměna darů nebo závody koňských spřežení, měly být podle jeho názoru pohanskou povahu a démoni v nich měli nacházet potěšení. K dalším kritikům patřil Jan Zlatoústý (347/349 – 407), který zmiňuje „procesí démonů“ v Antiochii nebo Petr Chrysolog (cca 380 – 451), který uvádí, že se účastníci převlékají za pohanská božstva. Přesto tato odsouzení je ale pravděpodobné, že dobová podoba kalend vznikla až v kontextu křesťanské říše a lidové průvody byly do určité míry parodií starších procesí s obrazy bohů, jak naznačuje Petr Chrysolog. V tomto ohledu je také zajímavé, že detailní edikty císaře Theodosia I. z let 391 a 392 zakazující pohanské praktiky kalendy vůbec nezmiňují.
Ke konci 4. století se objevují první zmínky o maskovaných účastnících oslav lednových kalend. V kázání Asteria, biskupa města Amasya v dnešním severním Turecku, z roku 400 o lednových kalendách chodili herci, iluzionisté i prostý lid ve skupinách s křikem a tleskáním po domech, věštili blahobyt a požadovali za to peníze. Klasický učenec Max Harris se domnívá, že tyto obchůzky snad mohly být původně organizovány právě za účelem vyžebrání peněz od vysoce postavených osob, jejichž domácnosti byly navštěvovány. Dále pak Asterius zmiňuje místní vojenskou posádku, jejíž členové si „po způsobu herců“ tropili žerty z úřadů, jezdili ve vozech, snad v jakémsi procesí, jmenovali falešné liktory a převlékali se za ženy. Některé komentáře zmiňují navíc, že si vojáci volili „císaře“, kterého také častovali urážkami. V západní části říše jsou namísto převlékání za ženy zmiňovány převleky za zvířata, především za jeleny. O takových praktikách hovořil Pacián z Barcelony (cca 310 – cca 391) a Ambrož Milánský (cca 339 – 397). Další prameny pak zmiňují další způsoby maskování: začernění tváří uhlím a užití slámy, kůží, hadrů a hnoje k výrobě kostýmů. Historičky středověku Meg Twycross a Sarah Carpenter se domnívají, že tyto zmínky jsou prvními doklady maskovaných lidových her, které ve středověku probíhaly ve velké části Evropy. V předkřesťanských dobách totiž takto masky užívány nebyly: ve starém Řecku a Římě se jejich užití omezovalo na divadlo a pohřební procesí, u Germánů na válečnický kontext.
Oslavy lednových kalend přežily pád Západořímské říše a na počátku 6. století ve svých kázáních Caesarius z Arles kárá ty, kdo provozují tance a pantomimu před kostely, převlékají se jalovice či jeleny a muže, co se převlékají za ženy. Další zmínky se objevují v životopise svatého Hilaria z Mende přibližně z 540, v dekretech z Auxerre (někdy mezi lety 561 a 610) a v kázání svatého Eligia (cca 660) což ukazuje na přežívání zvyků ve Franské říši za vlády Merovejců. Výslovně jsou kalendy zmiňovány ještě v díle Burcharda z Wormsu (950/965 – 1025) v souvislosti s převlékáním se za jelena či jalovici. V byzantském prostředí jsou kalendové obyčeje zmiňovány Janem Lydem (zhruba 490 až 565) a Trullská synoda z roku 691 zakazuje o kalendách i dalších svátcích převlékání za opačné pohlaví, komické masky a vzývání Bakcha. Oslavy se také objevují v pramenech z Pyrenejského poloostrova 6. a 7. století.
V pozdějších pramenech přímé odkazy na lednové kalendy mizí, ale lze předpokládat, že zvyky s nimi spojené nevymizely. Richard od Svatého Viktora († 1173) hovořil o tom, jak se na svátek Obřezání Páně (1. ledna) lid hlučně bavil před kostely za doprovodu písní, rýmů, triků a věšteb. Lidové obyčeje na tento svátek kritizoval také Maurice de Sully někdy mezi lety 1168 a 1175, který hovořil o „zlých hrách“ a předávání dárků. Znovu jsou ale kalendy explicitně zmiňovány ve Zlaté legendě, zhruba v roce 1260, společně se zvykem převlékání se za zvířata.